# Udo Lattek
Udo Lattek (16. ledna 1935 Bosemb Východní Prusko – 31. ledna 2015 Kolín nad Rýnem) byl (západo)německý fotbalista a fotbalový trenér.
Trénoval především FC Bayern Mnichov, Borussii Mönchengladbach, Borussii Dortmund a Barcelonu. Se 3 různými kluby vyhrál všechny 3 evropské poháry: Pohár mistrů, Pohár vítězů pohárů i Pohár UEFA. Celkem 8× vyhrál západoněmeckou ligu.

## Hráčská kariéra
Lattek hrál v regionálních ligách za SSV Marienheide, Bayer 04 Leverkusen, VfR Wipperfürth a VfL Osnabrück jako útočník.

## Trenérská kariéra
Po skončení hráčské kariéry v roce 1965 Lattek působil jako trenér mládežnické reprezentace a byl součástí trenérského týmu seniorské reprezentace, která hrále finále MS 1966.

### Bayern Mnichov
V březnu 1970 se Lattek na doporučení Beckenbauera stal trenérem Bayernu Mnichov. Bayern vyhrál ligu 3× za sebou v letech 1972, 1973 a 1974, poprvé v historii se tak nějaký klub stal německým mistrem 3× za sebou. V roce 1974 navíc Bayern vyhrál Pohár mistrů, když ve finále v Bruselu hrál s Atléticem Madrid 1:1 a 4:0. Poprvé v historii tak vyhrál Pohár mistrů německý klub. Po polovině ročníku 1974/1975 byl Lattek kvůli špatným výsledkům odvolán.

### Borussia Mönchengladbach
Po sezoně, v létě 1975, se Lattek stal trenérem Borussie Mönchengladbach, úřadujícího mistra a vítěze Poháru UEFA. V letech 1976 a 1977 vyhrál Mönchengladbach ligu, takže ji rovněž vyhrál 3× za sebou. V roce 1977 se navíc dostal do finále Poháru mistrů v Římě, kde prohrál 1:3 s Liverpoolem. Liverpool odmítl hrát Interkontinentální pohár, takže ho nahradil Mönchengladbach. Po nadějné remíze 2:2 v Buenos Aires s Bocou Juniors ale přišla porážka 0:3 na "domácím" hřišti v Karlsruhe. V roce 1979 vyhrál Mönchengladbach Pohár UEFA, když s CZ Bělehrad hrál v Bělehradě 1:1 a "doma" v Düsseldorfu 1:0.

### Dortmund a Barcelona
V letech 1979–1981 byl Lattek v Borussii Dortmund.
V roce 1981 se Lattek stal trenérem Barcelony. V roce 1982 tým vyhrál Pohár vítězů pohárů, když ve finále hraném právě v Barceloně porazil Standard Lutych 2:1. Poté přišel do klubu za rekordní přestupovou částku 21letý Diego Maradona. V březnu 1983 byl Lattek odvolán a na jeho místo přišel argentinský trenér mistrů světa z roku 1978 César Luis Menotti.

### Bayern Mnichov
V letech 1983–1987 Lattek trénoval znovu Bayern Mnichov. Znovu s ním vyhrál 3× v řadě ligový titul v letech 1985, 1986 a 1987. V roce 1987 prohrál ve finále Poháru mistrů ve Vídni s Portem 1:2. Stejně jako předtím v Mönchengladbachu v roce 1979, i v roce 1987 v Bayernu ho na trenérském postu vystřídal Jupp Heynckes.

### Köln, Schalke a Dortmund
V roce 1991 Lattek trénoval v 1 utkání 1. FC Köln.
V letech 1992–1993 Lattek trénoval FC Schalke 04.
Poté Lattek působil jako televizní komentátor a novinový sloupkař.
Poslední angažmá bylo roku 2000 v Borussii Dortmund. Byl povolán 5 kol před koncem ligy, když byl Dortmund jen 1 bod nad sestupovým místem. Tým se podařilo zachránit v lize.

## Úspěchy

### Trenér
Bayern Mnichov
- Bundesliga: 1971–72, 1972–73, 1973–74, 1984–85, 1985–86, 1986–87
- DFB-Pokal: 1970–71, 1983–84, 1985–86
- Pohár mistrů: 1973–74

Borussia Mönchengladbach
- Bundesliga: 1975–76, 1976–77
- Pohár UEFA: 1978–79

FC Barcelona
- Pohár vítězů pohárů: 1981–82

### Individuální
- ESPN – 19. nejlepší fotbalový trenér všech dob: 2013[1]
- France Football – 30. nejlepší fotbalový trenér všech dob: 2019[2][3][4]
- World Soccer – 36. nejlepší fotbalový trenér všech dob: 2013[5][6]